# Gianni Lancia

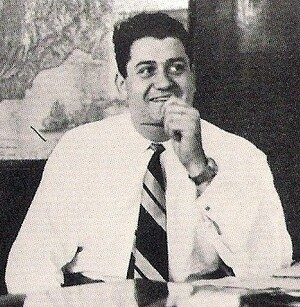

Gianni Lancia, all'anagrafe Giovanni (Fobello, 16 novembre 1924 – Torino, 30 giugno 2014), è stato un ingegnere e imprenditore italiano.

## Biografia
Figlio di Vincenzo Lancia e della moglie Adele Miglietti, aveva due sorelle, Anna Maria ed Eleonora. Laureatosi in ingegneria dell'automobile all'Università di Pisa, viene nominato amministratore delegato della casa automobilistica Lancia & C. spa nella primavera del 1949 e rimane in carica fino alla fine del 1955. Durante la sua direzione, la Lancia giunge quasi alla bancarotta a causa dei costosi prototipi costruiti, ma è da tutti ricordato per aver condotto la sua azienda nel mondo della Formula 1 e per aver prodotto alcuni dei più grandi modelli della storia automobilistica italiana, come la Lancia Aurelia, la Lancia Appia e la serie D da competizione.
È anche ricordato per aver inventato, assieme a Vittorio Jano, Francesco De Virgilio ed Ettore Zaccone Mina, il primo motore V6 di serie al mondo. A causa di divergenze con la famiglia, che non condivide i suoi progetti d'investimento, della morte del grande pilota Alberto Ascari, mentre prova la Ferrari dell'amico Eugenio Castellotti sulla pista di Monza, e della situazione aziendale che va aggravandosi per via degli elevati costi di produzione delle vetture, nel gennaio del 1956 vende una parte della sua quota personale di azioni alla Finanziaria brevetti di Milano, società che faceva parte della holding della famiglia Pesenti.
Il 12 gennaio 1956 si dimette ufficialmente dalle cariche ricoperte in seno al Consiglio di amministrazione della Lancia. 
Nel giugno del 1956 il Credito Lombardo acquista il resto delle sue quote e tutte quelle degli altri azionisti, raggiungendo così il 53.4% del pacchetto azionario. Carlo Pesenti assume di fatto il controllo della società.
Poco dopo Gianni Lancia parte per l'America meridionale, dove si dedica al commercio di prodotti alimentari in scatola. Incontra in Brasile l'attrice francese Jacqueline Sassard, la sposa e da lei ha un figlio, Lorenzo Lancia, il suo terzo dopo i due avuti dal primo matrimonio, con Maria Luisa Magliola, Mariele e Vincenzo Jr.
Alcuni anni dopo torna in Europa (in Francia e in Italia), ma senza interessarsi più di automobilismo. Ha vissuto fino alla morte, avvenuta nel 2014 all'età di 89 anni, a Saint-Jean-Cap-Ferrat, nella regione di Provenza-Alpi-Costa Azzurra. Riposa nel Cimitero di Fobello (VC), luogo d’origine della famiglia, accanto al padre.